# Ghilarza
Ghilarza – miejscowość i gmina we Włoszech, w regionie Sardynia, w prowincji Oristano. Graniczy z Abbasanta, Aidomaggiore, Ardauli, Bidonì, Boroneddu, Busachi, Fordongianus, Norbello, Paulilatino, Sedilo, Soddì, Sorradile, Tadasuni i Ula Tirso.
Według danych na rok 2004 gminę zamieszkiwało 4379 osób, 82,6 os./km².